# Zhengao

Le Zhengao (chinois simplifié : 真诰 ; chinois traditionnel : 真誥 ; pinyin : zhēngào) est un texte taoïste de l'école Shangqing, écrit par Tao Hongjing (陶弘景) sur sept rouleaux à Maoshan (茅山, province du Jiangsu), et datant de vers 500, lors des Dynasties du Sud (420-589).
Le terme « Zhengao » signifie (chinois : 真人口授之诰 ; pinyin : zhēnrén kǒushòu zhī gào) "Enseignement de la bouche d'une personne accomplie".